# 亚硝酸还原酶 (NO形成)
亚硝酸还原酶（EC 1.7.2.1）是催化如下反应的酶：
一氧化氮 + H2O + 高铁细胞色素c ⇌ 亚硝酸盐 + 亚铁细胞色素c + 2 H+
此酶的三个底物分别是一氧化氮、水以及高铁细胞色素c，三个产物分别是亚硝酸盐、亚铁细胞色素c和氢离子